# Adela Hernández
Pour les articles homonymes, voir Hernández.
Adela Hernández, née en 1962, est une femme politique cubaine. Élue au conseil municipal de Caibarién dans la province de Villa Clara en novembre 2012, elle devient la première personne transgenre élue à un poste politique à Cuba.

## Biographie
Elle naît en 1962 dans une ville rurale au centre du pays.
Dénoncée par son père pour sa transidentité, elle passe deux ans en prison dans les années 1980, pour cause de « dangerosité sociale ».
Après sa sortie de prison, elle déménage à Caibarién et devient femme de ménage dans un hôpital, puis infirmière et enfin technicienne en électrocardiogramme. Elle s’investit également dans le service de sécurité de son quartier.
Élue au conseil municipal de Caibarién dans la province de Villa Clara en novembre 2012, elle devient la première personne transgenre élue à un poste politique à Cuba. Elle obtient 280 votes contre 170 pour son adversaire,.
Selon Adela, Caibarien « se caractérise par son ouverture face aux préférences sexuelles, même si c'est un village de pêcheurs », parfois "macho" ce qui lui a permis d'être réélue à deux reprises. Certains électeurs conservateurs lui auraient même glissé: « Je préfère 'une tapette' à un dirigeant voleur ».
Elle a rencontré certaines difficultés avant d'être élue. Elle se décrit ainsi.
« Mis dos oponentes eran funcionarios de esa Asamblea, y yo soy de la calle, un homosexual abierto que siente como mujer desde que nació y se inyecta hormonas femeninas hace tres años, (« Mes deux opposants étaient des fonctionnaires de cette Assemblée, alors que moi je suis de la rue. Je suis ouvertement homosexuel, je me sens femme depuis que je suis née et je m'injecte des hormones féminines depuis trois ans ») »
Sa victoire politique est vue comme un signe de temps qui changent dans un pays aux lois historiquement très homophobes et transphobes ; en 2007, la chirurgie de réattribution sexuelle est prise en charge par la sécurité sociale du pays, et Fidel Castro dit vouloir combattre l’homophobie à Cuba. L’année après son élection, le gouvernement cubain signe des lois contre la discrimination au travail des personnes gay et lesbiennes.
Après son élection, elle a réussi à améliorer la vie locale, dans cet endroit parfois jugé "insalubre" : de meilleures infrastructures publiques (eau courante pour la clinique locale et l'éclairage publique) et un meilleur approvisionnement en lait, à destination des enfants.
Elle se considère en premier lieu comme une révolutionnaire : « Je suis plus révolutionnaire que gay, et je l'ai prouvé à ce gouvernement, à cette société, à beaucoup de dirigeants et d'opposants homophobes ». Elle indique aussi :
Ojalá hayan más homosexuales que sigan mi camino y vayan más para arriba [...] homosexual revolucionario que ahora representa a 500 electores. (« J'espère qu'il y aura plus d'homosexuels qui suivront mes pas et iront plus loin encore. [Je suis] un homosexuel révolutionnaire qui représente 500 électeurs. »).
Dès les années 90, elle était « transformita » (transformiste/drag queen), sous le nom de « Lucero, la sirena del merengue ». Par la suite elle prend pour nom de scène est « Haila », en référence à une chanteuse cubaine qu'elle imite souvent pendant ses performances.